# Lucius M. Walker

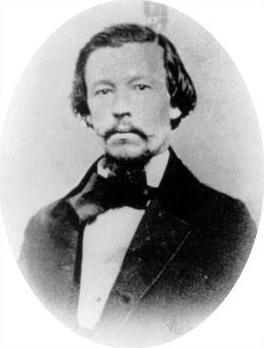
Lucius Marshall Walker (1829–1863)

Lucius Marshall Walker (* 18. Oktober 1829 in Columbia, Tennessee; † 7. September 1863 in Little Rock, Arkansas) war ein US-amerikanischer Offizier, der im Sezessionskrieg auf Seiten der Konföderation kämpfte. Zuletzt im Rang eines Brigadegenerals tätig, wurde er im September 1863 bei einem Duell mit Brigadegeneral John S. Marmaduke tödlich verwundet. Anlass für das Duell war die Anschuldigung der Feigheit durch Marmaduke nach der Schlacht von Bayou Meto am 27. August des Jahres.

## Werdegang
Walker wurde als drittes Kind und ältester Sohn von Jane Maria Polk (1798–1876) und James Walker (1792–1864) geboren; seine Mutter war eine Schwester des US-Präsidenten James K. Polk und Walker somit dessen Neffe. 1850 absolvierte er die United States Military Academy als 15. seines aus 44 Kadetten bestehenden Jahrgangs. Zunächst bekleidete er den Brevet-Rang eines 2nd Lieutenant, wurde aber 1852 auch regulär in diesen Dienstgrad befördert. Kurze Zeit später trat er aus dem Militär aus, um in Tennessee geschäftlich tätig zu werden. Am 27. November 1856 heiratete Walker in Columbia die aus Virginia stammende Celestine Garth, genannt „Cellie“. Das Paar hatte drei Töchter und einen Sohn, der erst kurz vor Walkers Tod geboren wurde.
Bei Ausbruch des Sezessionskriegs trat Walker am 11. November 1861 als Colonel in das 40. Tennessee-Infanterieregiment ein, das zunächst bei Memphis, Tennessee lag. 1862 wurde das Regiment nach New Madrid in Missouri verlegt, um am Angriff auf Island No. 10 teilzunehmen. Am 11. März 1862 wurde Walker als Kommandeur des 40. Tennessee-Infanterieregiments durch Lt. Col. C. C. Henderson abgelöst und zum Brigadegeneral befördert. Am Kentucky Bend geriet er kurz darauf in Kriegsgefangenschaft, kehrte aber schon kurze Zeit später im Rahmen eines Gefangenenaustausches zur konföderierten Armee zurück.
Am 9. Mai 1862 befehligte Walker einen erfolgreichen Angriff seiner Brigade in der Schlacht bei Farmington, einem Gefecht während der ersten Schlacht um Corinth. Am 23. März 1863 wurde Walker zum Trans-Mississippi-Schauplatz transferiert, wo er unter dem Oberbefehl von Lt. Gen. Theophilus H. Holmes eine Kavalleriebrigade in der Schlacht von Helena führte.

## Das Duell

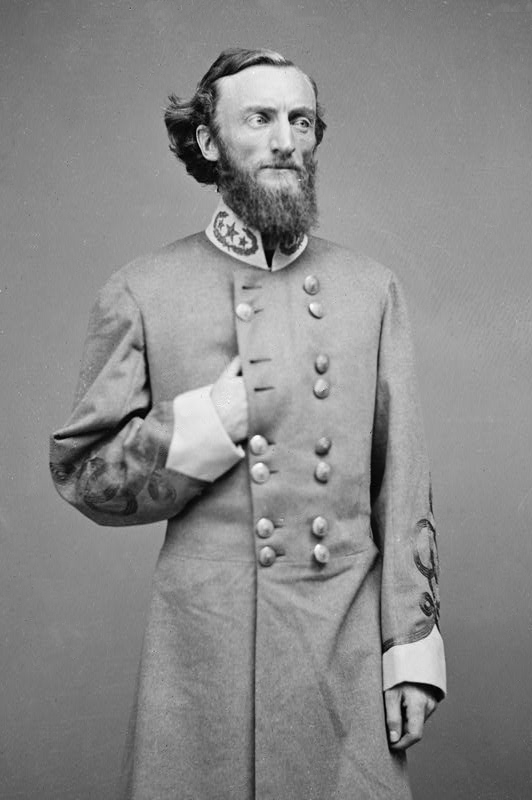
Brigadegeneral John S. Marmaduke

Am 26. August 1863 kam es im Pulaski County im zentralen Arkansas zum Gefecht zwischen Unionstruppen unter der Führung von John Wynn Davidson und einer zur Army of Arkansas gehörigen Einheit unter dem Befehl von John S. Marmaduke. Nach ersten Angriffen der Union zogen sich die Konföderierten über den Bach Bayou Meto zurück und zerstörten dabei den Flussübergang Reed's Bridge. Anschließend konnte der Angriff durch den Einsatz von Artillerie über den Fluss aufgehalten werden, woraufhin Davidson den Angriff abbrach und seine Truppen zurückzog.
Während des Gefechts kam es wiederholt zu Spannungen zwischen Marmaduke und Walker. Walker kam mehrfach Marmadukes Aufforderung, sich mit ihm in vorderster Linie über das weitere Vorgehen zu beraten, nicht nach und hatte zudem unter dem Eindruck der ersten Angriffe, die in ihm die Befürchtung aufkommen ließen, einem Flankenangriff ausgesetzt zu sein, seine Kavallerieeinheit zurückgenommen. Marmaduke bezichtigte Walker daraufhin der Feigheit und bat bei seinem Vorgesetzten Generalmajor Sterling Price unter Androhung seiner Resignation darum, Walker oder ihn selbst zu versetzen. Price entsprach dieser Bitte und ordnete die Versetzung von Walker an. Walker forderte daraufhin schriftlich eine Erklärung für dieses Vorgehen.
Die Boten, die den Brief an Price überbringen sollten, unterschlugen diesen jedoch, und Walkers Vertrauter, Col. Robert H. Crockett (ein Enkel von Davy Crockett) forderte eigenmächtig Marmaduke im Namen von Walker zum Duell auf. Walker und Marmaduke willigten ein, wohingegen Price erfolglos zu intervenieren versuchte, und das Duell fand schließlich am 6. September 1863 auf der Godfrey LeFevre plantation außerhalb von Little Rock statt. Crockett war Walkers Adjutant, Marmaduke wurde von Cpt. John C. Moore begleitet. Beim ersten Schuss verfehlten beide ihren jeweiligen Gegner, beim zweiten Schuss dagegen wurde Walker getroffen und starb am Abend des Folgetags in Little Rock.
Walker wurde auf dem Elmwood-Friedhof in Memphis begraben. Marmaduke wurde nach dem Duell von Price kurzzeitig unter Arrest gesetzt, wenig später jedoch aufgrund der Erfordernisse des Feldzugs wieder freigelassen.